# Шумавцов, Алексей Семёнович
Алексе́й Семёнович Шумавцо́в (27 марта 1925 — 10 ноября 1942) — руководитель подпольной комсомольской организации, действовавшей во время Великой Отечественной войны в городе Людиново Орловской (сейчас — Калужской) области, Герой Советского Союза.

## Биография
Родился 27 марта 1925 года в деревне Ольшаница Ольшанского сельсовета Дятьковской волости Бежицкого уезда Брянской губернии (сейчас — Дятьковского района Брянской области) в семье рабочего, был, по некоторым сведениям, младшим из нескольких братьев. Жил в Людинове, где и встретил начало Великой Отечественной войны.

### Великая Отечественная война
С августа 1941 года Людиновский райком ВКП(б), в связи с возможной угрозой захвата города и района немецкими войсками, приступил к формированию партизанского отряда, который должен был базироваться в окрестных лесах. Для обеспечения задач по сбору информации и организации подпольной работы в самом городе было создано, по некоторым данным, три подпольных группы, которые возглавили медсестра К. А. Азарова, священник В. А. Зарецкий и 16-летний комсомолец Алексей Шумавцов. Все три группы должны были держать связь с партизанским отрядом под командованием В. И. Золотухина и А. Ф. Суровцева. Шумавцов был отобран для подпольной работы в городе непосредственно по решению Золотухина (сотрудника НКВД) и Суровцева (секретаря райкома).
В октябре 1941 года в результате неудачной для Красной армии оборонительной Орловско-Брянской операции город Людиново был оккупирован немецкими войсками. Есть сведения, что семья Алексея (кроме него самого и его бабушки) успела эвакуироваться из города незадолго перед его захватом немцами.

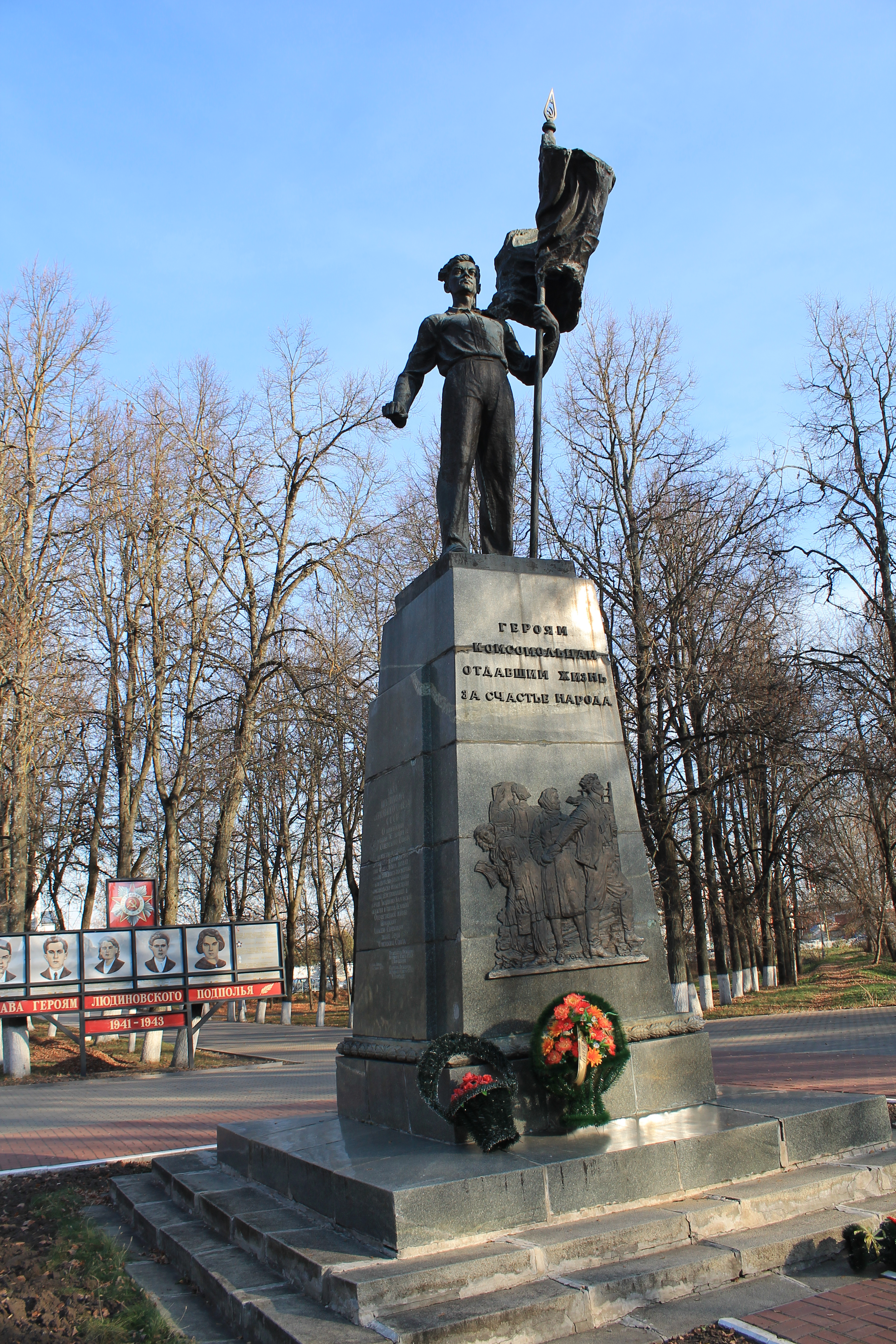
Памятник комсомольцам Людиновской комсомольской подпольной организации, погибшим в борьбе с немецкими оккупантами в годы ВОВ

С начала оккупации Шумавцов работал электриком на Людиновском локомобильном заводе, где осенью 1941 года по собственной инициативе организовал диверсию — сжёг склад. По данным ряда источников, именно после этого события начинается формирование подпольной комсомольской группы под руководством Шумавцова. К работе в подполье привлекались комсомольцы, с которыми Алексей дружил или учился вместе, жил по соседству, их родственники (например, среди подпольщиков было сразу несколько представителей семей Апатьевых и Хотеевых). Одной из первых акций уже сложившейся подпольной группы стал подрыв моста в пригородном посёлке Сукремль (сейчас — в черте города Людиново).
7 января 1942 года в ходе Ржевско-Вяземской операции город был освобождён, однако уже 17 января части Красной армии были вынуждены вновь отступить. Фронт надолго стабилизировался в нескольких километрах севернее Людинова.
В этих условиях основной задачей городского подполья становилась разведка. Шумавцов и его группа собирали сведения об укреплениях противника в городе и окрестностях, скоплениях вражеских солдат и бронетехники. Эти данные передавались в партизанский отряд и использовались при организации диверсий, а также при проведении бомбардировок позиций немецких войск в районе Людинова советской авиацией. В частности, в январе 1942 года Алексей Шумавцов провёл успешную разведку укреплений противника в Людинове. Кроме того, подпольщики вели агитационную деятельность в оккупированном городе (распространяли листовки, сводки Совинформбюро, советские газеты) и организовывали собственные диверсионные акции (взрыв электростанции, пожары на военных объектах и объектах тылового обеспечения, минирование дорог).
В октябре 1942 года партизанская группа была раскрыта. Один из привлечённых к её деятельности комсомольцев, П. Б. Соцкий (не являвшийся, однако, её активным участником), который работал вместе с Шумавцовым на заводе, проговорился своему квартирохозяину Ф. И. Гришину, также работнику завода, который сообщил полученную информацию немецкой полиции. В результате отработки связей Шумавцова в конце октября и начале ноября 1942 года были арестованы наиболее активные участники подполья, составлявшие ядро разведывательной организации.

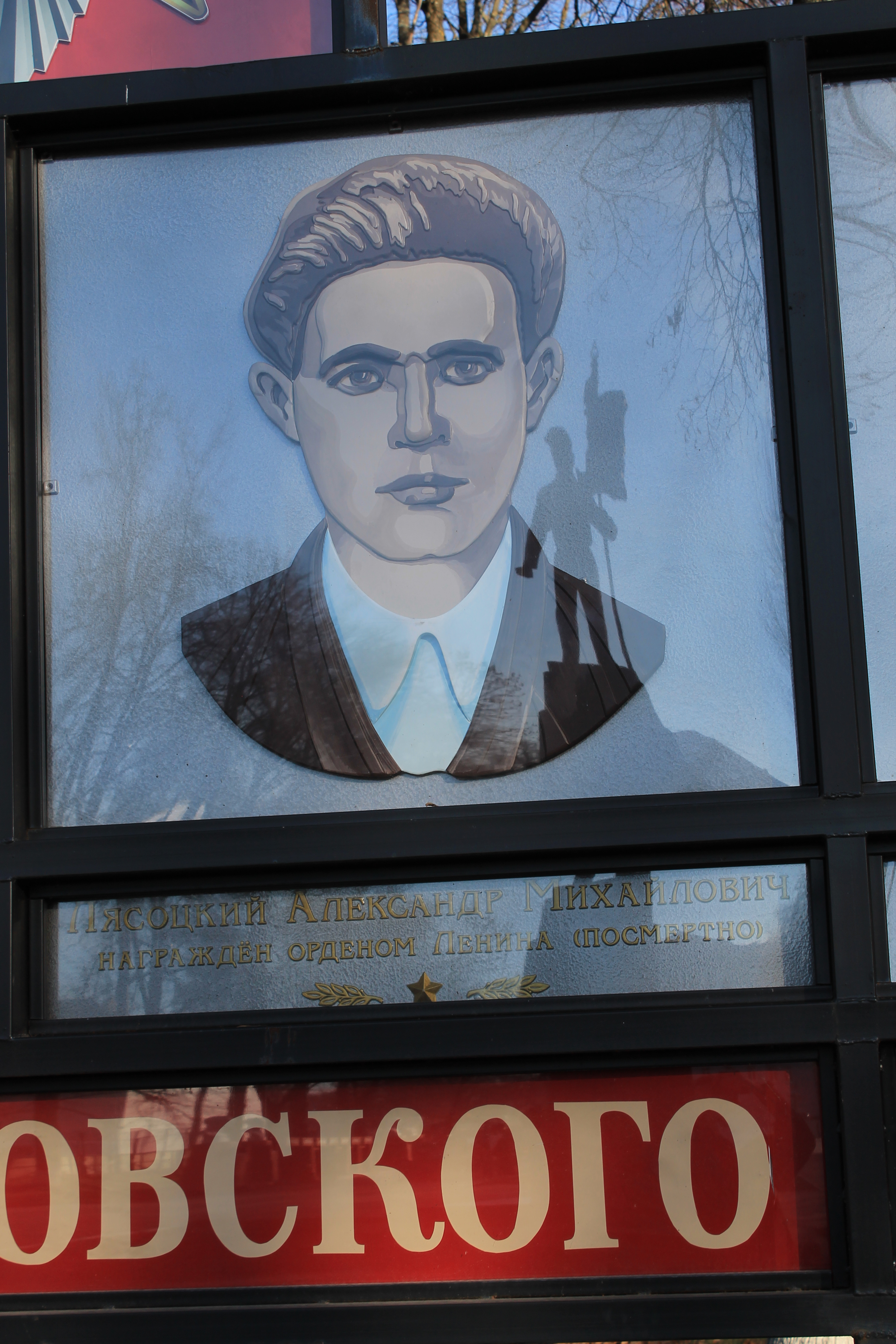
Александр Лясоцкий. Портрет на стенде на Аллее Славы

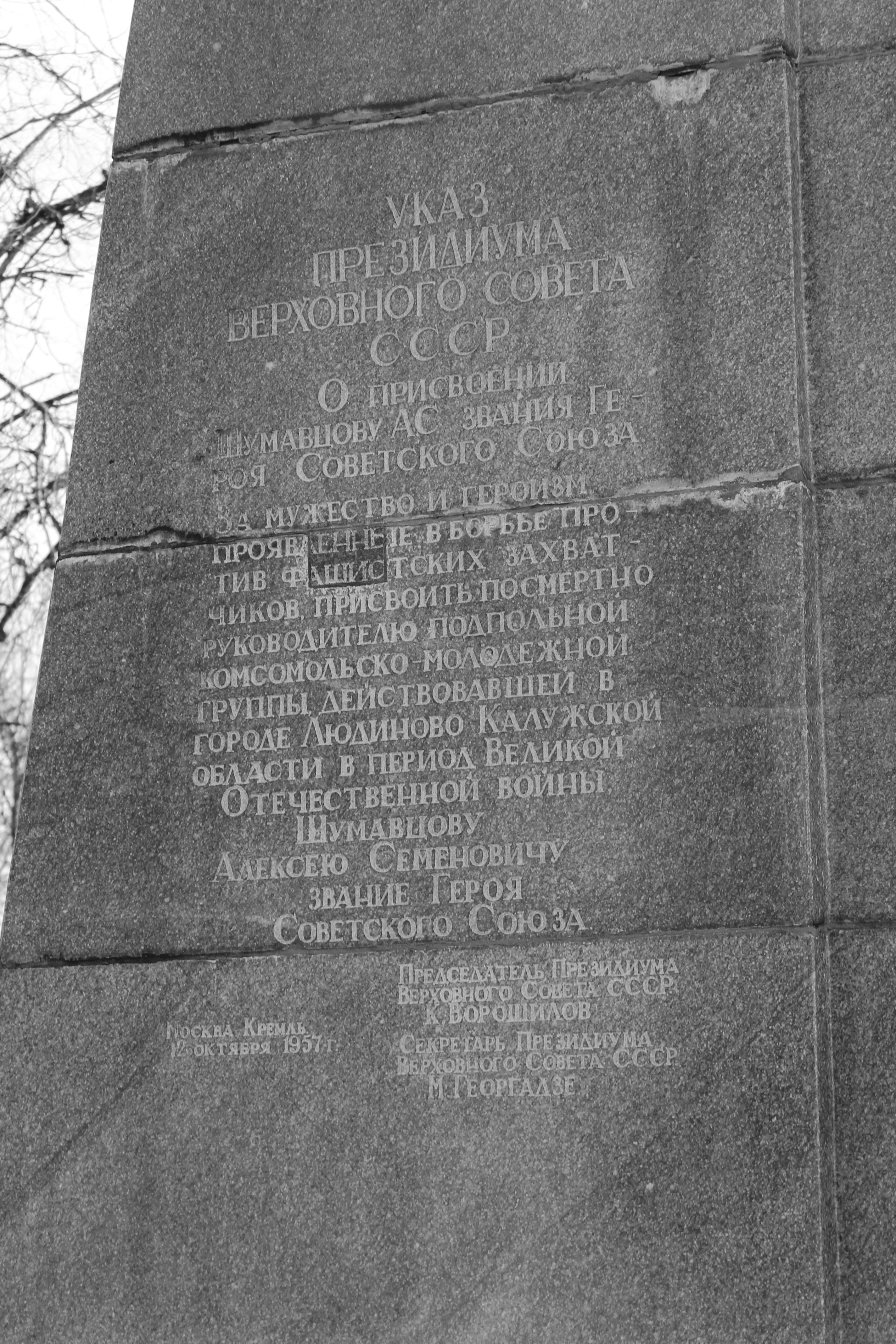
Текст Указа Президиума Верховного Совета СССР «О присвоении Шумавцову А. С. звания Героя Советского Союза» на постаменте памятника людиновским комсомольцам

Арестованные подвергались жестоким пыткам, так как немцы пытались добиться от них информации о других членах подполья, ещё не попавших в поле зрения полиции, и о партизанах, базирующихся в людиновских лесах. Однако никаких новых сведений от Шумавцова и его товарищей, кроме тех, что уже были получены на момент ареста членов подпольной группы, добиться не удалось. Благодаря стойкости Алексея и его друзей целый ряд участников людиновского подполья смогли избежать ареста и пережили оккупацию. Не были разгромлены и партизанские отряды в окрестностях города.
Для поиска партизан в один из дней в начале ноября 1942 года полицейскими было принято решение вывезти Алексея Шумавцова и ещё одного члена группы Александра Лясоцкого в лес, где полицейские наткнулись на связных партизанского отряда, направлявшихся на встречу с городскими подпольщиками. Существует версия, что Шумавцов криком предупредил партизан об опасности. Завязалась перестрелка, в ходе которой один полицейский был убит, а партизанам удалось скрыться. Шумавцов же и Лясоцкий были расстреляны в лесу. Их трупы были найдены лишь весной 1943 года, когда сошёл снег. По некоторым данным, труп Шумавцова был обезглавлен. В те же ноябрьские дни были расстреляны и другие арестованные людиновские подпольщики.
Звание Героя Советского Союза Алексею Шумавцову присвоено посмертно 12 октября 1957 года. Одновременно были награждены и другие участники подпольной группы, действовавшей в Людинове — погибшие и оставшиеся в живых. Признанию заслуг людиновских комсомольцев предшествовал арест карателя Д. И. Иванова, бывшего жителя Людинова, случайно опознанного на Павелецком вокзале в ноябре 1956 года. Иванов с января 1942 года по сентябрь 1943 года был старшим следователем полиции в оккупированном Людинове, проводил пытки и расстрелы подпольщиков. Именно следствие и судебный процесс по делу Иванова пролили свет на подвиг Шумавцова и его товарищей.

## Награды
- Медаль «Золотая Звезда»

## Память

### Музей
В 1970 году открыт людиновский Музей комсомольской славы имени героев людиновского подполья, ныне филиал Калужского объединённого музея-заповедника.

### Памятники

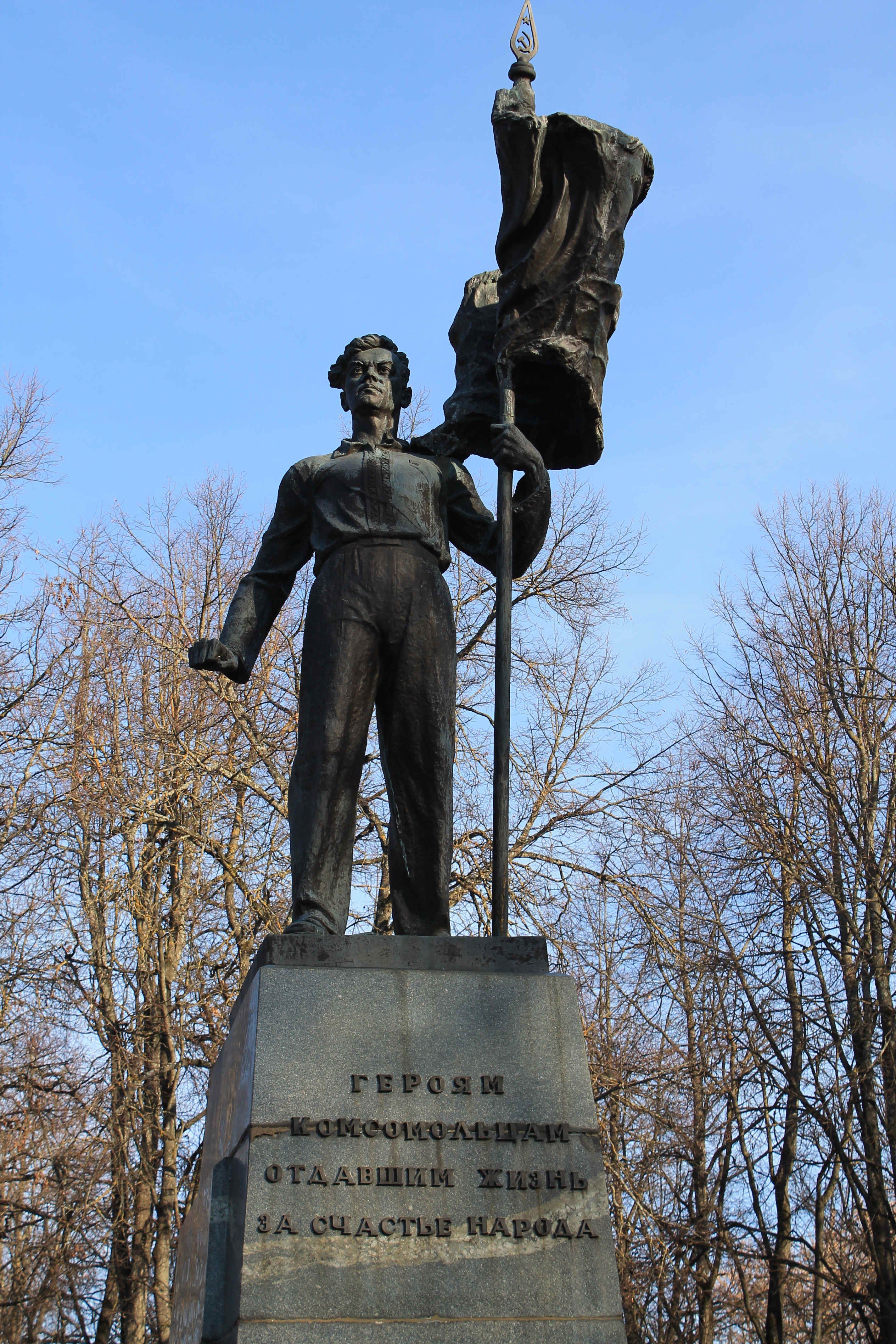
Фигура комсомольца — главный элемент памятника людиновским подпольщикам

- Памятник комсомольцам Людиновской подпольной организации («Героям-комсомольцам, отдавшим жизнь за счастье народа»), открытый 18 сентября 1960 года, является центральным объектом Аллеи Славы[3], расположенной в центре Людинова, рядом с площадью Победы. Считается, что фигура комсомольца со знаменем в руке, стоящая на постаменте, олицетворяет собой Героя Советского Союза Алексея Шумавцова[4]. На постаменте помещён барельеф, а также тексты указов Президиума Верховного Совета СССР о присвоении А. Шумавцову звания Героя СССР (посмертно) и награждении (также посмертно) Орденом Ленина и Орденом Красного знамени других членов подпольной группы. Памятник является объектом культурного наследия России[5].
- Двойной памятник установлен на могиле Алексея Шумавцова и ещё одного участника Людиновской подпольной комсомольской группы Александра Лясоцкого на городском кладбище Людинова.
- На окраине Людинова, в лесном массиве, недалеко от пересечения проспекта Машиностроителей и улицы Лясоцкого (названной в честь людиновского подпольщика Александра Лясоцкого) находится памятник, установленный на месте гибели А. Шумавцова и А. Лясоцкого.
- Бюст А. Шумавцова установлен также на железнодорожной станции Людиново II.

### Городские топонимы
Имя Алексея Шумавцова носят:
- одна из улиц в частном секторе города Людиново;
- улица в частном секторе города Кирова Калужской области;
- улица в посёлке городского типа Ивот Дятьковского района Брянской области;
- улица в Калининском районе Уфы, в историческом районе Черниковка, в микрорайоне Тёплое, вблизи от железнодорожной станции Черниковка. Путепровод над железной дорогой на Уфимском шоссе, находящийся недалеко от улицы Шумавцова, носит неофициальное название Шумавцовский мост;
- одна из улиц посёлка Каменка Зенковского района города Прокопьевска Кемеровской области.